# Les Collines-de-l'Outaouais
A Regionalidade Municipal do Condado de Les Collines-de-l'Outaouais está situada na região de Outaouais na província canadense de Quebec. Com uma área de mais de dois mil e novecentos quilómetros quadrados, tem, segundo dados de 2006, uma população de cerca de vinte mil pessoas sendo comandada pelo município de Chelsea. Ela é composta por 7 municípios. 

## Municípios
- Cantley
- Chelsea
- L'Ange-Gardien
- La Pêche
- Notre-Dame-de-la-Salette
- Pontiac
- Val-des-Monts